# Hush (personaggio)
Hush, alter ego di Thomas "Tommy" Elliot, è un personaggio dei fumetti creato da Jeph Loeb (testi) e Jim Lee (disegni) nel 2002, pubblicato da DC Comics. È apparso per la prima volta nell'arco narrativo in dodici episodi Batman: Hush, pubblicata su Batman. Tommy Elliot è un ex-chirurgo divenuto uno dei nemici più spietati e pericolosi di Batman e di Catwoman.

## Biografia del personaggio

### Origini
Thomas "Tommy" Elliot è un amico d'infanzia di Bruce Wayne, e, come lui, il rampollo di una ricca famiglia di Gotham City. I due ragazzi giocavano spesso insieme a un gioco in stile Stratego, e Tommy insegnò a Bruce a pensare come i suoi avversari e a usare le loro abilità contro di loro per vincere (tattica che Bruce userà in futuro come Batman). Fin da bambino, Tommy dimostrò un intelletto di livello geniale grazie alla sua capacità di pensare e pianificare strategicamente. Disprezzava profondamente sia il padre violento che la madre fragile e sottomessa, che, provenendo dalla povertà, sopportava ogni abuso inflitto a lei e a suo figlio per mantenere il suo stile di vita sontuoso. Comunque, i genitori di Tommy si assicurarono che fosse ben istruito, in particolare insegnandogli la filosofia di Aristotele, che spesso cita.
Spinto dal desiderio di ottenere indipendenza e ricchezza, Tommy manomise il freno dell'auto dei suoi genitori, causando un incidente nella speranza di ucciderli; mentre il padre morì, la madre venne salvata da un intervento di Thomas Wayne. Ciò generò una forte rabbia nel giovane Elliot, che si trovò comunque sottomesso al carattere tirannico della madre, situazione per la quale incolpò la famiglia Wayne. 
Elliot diede prova fin da piccolo di uno scarso controllo della rabbia; mentre si trovava in un campo estivo con Bruce, aggredì un ragazzo che lo aveva deriso e venne per questo ricoverato in un reparto psichiatrico, dove incolpò sua madre e Bruce per il suo comportamento. Venne preso in cura dal tirocinante Jonathan Crane (futuro Spaventapasseri), che lo rilasciò rapidamente in quanto interessato a quello che avrebbe fatto.
Negli anni successivi, Tommy si occupò della madre, malata di cancro e debelitata dall'incidente. Quando i genitori di Bruce furono assassinati, l'astio di Elliot verso l'amico si intensificò, poiché riteneva che avesse ottenuto quello che lui aveva cercato di avere causando l'incidente d'auto dei suoi genitori, ovvero ereditare la fortuna di famiglia. In aggiunta, Elliot pensava che Bruce stesse sperperando il suo denaro in festeggiamenti, laddove in realtà lo spendeva allenandosi in tutto il mondo per prepararsi a proteggere Gotham City. 
Nell'adolescenza, Tommy iniziò una relazione con una giovane donna di nome Peyton Riley (che sarebbe poi diventata il secondo Ventriloquo), con la quale aveva molto in comune, tra cui l'essere vittime dei loro genitori. La signora Elliot disapprovò la loro unione a causa del basso ceto sociale di Peyton; una volta ripresasi dal tumore, come rappresaglia per la frequentazione con Peyton, la donna rinnegò Thomas e lo tagliò fuori dal testamento. Di conseguenza, Tommy la uccise asfissiandola con un cuscino, mentre Peyton uccise il loro avvocato e distrusse il nuovo testamento. In questo modo, Tommy spacciò la morte della madre per un incidente domestico e riuscì a ereditare la fortuna di famiglia. Lasciatosi con Peyton, Tommy inizia a viaggiare per il mondo similmente a Bruce, andando all'Università di Harvard e diventando un chirurgo di successo, ma continuando a nutrire rancore irrazionale per il suo amico d'infanzia.
A un certo punto, al criminale Edward Nygma / Enigmista viene diagnosticato un cancro terminale; per guarire, si immerge in una delle fosse di Lazzaro di Ra's al Ghul, trattamento mistico che rende temporaneamente folle il paziente. Durante la cura, Nygma ha un'improvvisa epifania e realizza che Bruce Wayne è Batman. L'Enigmista cerca poi di vendere a Tommy la sua scoperta in cambio di una grossa somma di denaro, ma Elliot si offre piuttosto di pagarlo per uccidere Bruce. I due, accomunati dall'odio comune per Wayne, decidono di unire le loro risorse per distruggerlo. A tal fine, Elliot adotta l'alias di Hush, per mantenere segreta la propria identità.

### Hush
Nel loro tentativo di distruggere Batman, Hush e l'Enigmista manipolano molti altri criminali di Gotham per ottenere il loro aiuto, anche contro la loro volontà; tra essi ci sono Joker, Harley Quinn, Due Facce, Poison Ivy, Spaventapasseri, Killer Croc e Clayface. Inoltre, riescono a far agire contro Batman anche alcuni dei suoi più stretti alleati, controllando Superman e Catwoman con i feromoni di Poison Ivy e finanziando le attività di Cacciatrice. Per ingannare ulteriormente Bruce e farlo soffrire, gli fanno credere che Tommy sia stato ucciso dal Joker.
Hush e l'Enigmista ottengono anche l'aiuto del redivivo Jason Todd, che offre loro informazioni sul modo di pensare di Batman, costruendo così un elaborato piano con cui abbattere il vigilante. I tre, tramite l'abilità mutaforma di Clayface, tormentano Batman attraverso il suo senso di colpa per la presunta morte di Jason. Tommy cura il gravemente sfigurato Harold Allnut, un socio di lunga data di Batman, convincendolo in cambio a piazzare nella Batcaverna dei dispositivi con cui alterare la mente dell'Uomo Pipistrello. Poi Hush uccide Harold davanti a Batman e si scontrò con lui; Batman nel combattimento ipotizza che Hush possa essere Maxie Zeus (per la sua citazione ad Aristotele) o Deadshot o uno dei suoi seguaci (per lo stile di combattimento a due pistole). Alla fine Hush manifesta la sua vera identità a Batman, ormai alla sua mercé, ma l'eroe viene salvato dall'intervento di Harvey Dent, la cui personalità di Due Facce è stata inconsapevolmente eliminata da Tommy quando ha curato il suo volto sfigurato. Dent spara due volte a Tommy, gettandolo da un ponte, e ciò lascia a Batman il dubbio se Hush sia davvero Tommy, non essendo riuscito a smascherarlo.

### Il ritorno
Hush si salva miracolosamente dalla caduta, si opera per rimuovere i due proiettili con cui Dent lo ha colpito e rinnova il suo desiderio di vendicarsi di Bruce. Per evitare che gli altri criminali di Gotham si mettano in mezzo, picchia quasi a morte l'Enigmista, riesce a scacciare il Joker dalla città e uccide temporaneamente Poison Ivy quando rifiuta di unirsi a lui.
Dopo una breve alleanza con Prometheus, nemesi della Justice League, Hush riprende a colpire Bruce con l'aiuto di Clayface; sfruttando le abilità mutaforma di quest'ultimo, fa incastrare Alfred Pennyworth per omicidio dopo averlo infettato con un virus per controllarlo. Cerca anche di sfruttare l'alleato per ottenere lui stesso poteri da mutaforma, ma Clayface lo scopre e fornisce a Batman una cura per la condizione di Alfred, oltre che a riabilitare il nome del maggiordomo.
Il Joker fa ritorno a Gotham e si vendica catturando Hush e tenendolo sedato per tre settimane, durante le quali gli impianta un pacemaker nel corpo, così da controllare il suo cuore. Hush è costretto a chiedere aiuto a Bruce, che accetta a condizione che Elliot si faccia curare e chiudere all'Arkham Asylum. Thomas acconsente ma, appena viene informato che il pacemaker gli è stato rimosso, fugge per affrontare e uccidere il Joker. Bruce lo intercetta e gli rivela di averlo ingannato, in quanto il pacemaker non è ancora stato estratto dal suo corpo. Ciò porta Hush a implorare Batman di non lasciarlo con l'arrivo del Joker. In seguito, Hush riesce a estrarsi da solo il pacemaker e si prende del tempo per guarire dalle ferite subite.

### Cuore di Hush
Hush si fa sottoporre a un intervento di chirurgia plastica sul viso per diventare quasi identico a quello di Bruce. Poi rapisce Catwoman (con cui Batman ha una relazione), le rimuove chirurgicamente il cuore e la lascia all'ospedale di Gotham. Mentre Catwoman è affidata alle cure del Dottor Mid-Nite, Batman apprende dallo Spaventapasseri la posizione della base di Hush. Quest'ultimo paralizza l'eroe con un gas e gli mostra il cuore di Catwoman, tenuto in vita tramite mezzi artificiali. Gli rivela che intende ucciderlo e sfigurarlo per rubargli l'identità, eliminando tutte le persone che più lo conoscono affinché non possano smascherarlo, dopodiché si ritirerà per godersi la fortuna dei Wayne, ragionando sul fatto che li altri supereroi accetteranno il ritiro di Batman.
Batman riesce a liberarsi, recupera il cuore di Catwoman e avverte Alfred dell'inganno di Hush. Elliot raggiunge la Batcaverna, dove quasi uccide Batman, ma è costretto a scappare per l'interferenza di Alfred, Nightwing e Robin. Nella fuga, le sue bende si aggrovigliano nel rotore dell'elicottero, facendo esplodere il velivolo. Batman, Nightwing e Robin trovano solo le sue bende insanguinate e concludono che è morto. Il Dottor Mid-Nite ripristina il cuore di Selina, sebbene gli effetti della ferita potrebbero debellare per sempre le sue abilità fisiche. Durante la convalescenza, per vendicarsi, Selina e i suoi alleati sequestrano tutti i fondi bancari di Hush, così che si ritrovi completamente senza soldi.
Il ferito Hush, spacciandosi per Bruce Wayne, viaggia in Australia e in Vietnam per saccheggiare i conti correnti delle sussidiarie della Wayne Enterprises, ma viene scoperto da Catwoman, che, con Nightwing e Robin, lo rinchiude in una casa sicura segreta. Hush decide di fingere la sua resa ma di scappare alla prima occasione.

### Batman Reborn
Il figlio biologico di Batman, Damian Wayne, nei panni del nuovo Robin visita Hush nella sua prigione per giocare a scacchi. Hush si accorge che Gotham è crollata in assenza di Batman e medita di sfruttare la situazione a suo vantaggio. Hush finge di avere una combustione spontanea e, quando Alfred entra nella cella per assisterlo, lo sottomette e fugge. Poi si spaccia per Bruce Wayne e proclama che donerà un miliardo di dollari al mese a Gotham per aiutare la città a fare fronte della crisi finanziaria. Dick Grayson e Damian decidono di lasciare Elliot in tale posizione, ma lo avvertono che lo sorveglieranno e che lo abbatteranno se dovesse superare il limite; pertanto, Hush è costretto con riluttanza a essere il burattino di Grayson, fingendosi Bruce così che la popolazione non scopra che Wayne è morto. Sebbene ciò rovini il suo piano originale di minare la fortuna dei Wayne, Hush continua a complottare contro gli eroi; quando Ra's al Ghul arriva in città, pianificando di rovinare la famiglia Wayne e cercando Hush affinché lo aiuti nel suo obiettivo, Tim Drake mette in atto un piano di emergenza progettato dallo stesso Bruce per trasferire la quota di controllo della Wayne Enterprises a sé stesso, portando Hush a essere escluso dalla compagnia.

### I nuovi 52
Nel settembre 2011, The New 52 ha riavviato la continuità di DC. In questa nuova timeline, Hush appare per la prima volta nel numero ventuno di Batman Eternal come la mente dietro la caduta del commissario Gordon e il ritorno di Carmine Falcone. Dopo aver iniettato ad Alfred una tossina per la paura, Hush è stato visto comunicare con Jason Bard sull'assunzione del controllo di Gotham.
Nel numero 26, fu rivelata un'origine leggermente rivista per Hush; era ancora Tommy Eliot, un amico d'infanzia di Bruce Wayne, ma in questa versione, il suo patricidio è esplicitamente descritto come un modo per avvicinarsi a Bruce (che aveva iniziato a prendere le distanze da Tommy dopo la morte dei suoi genitori) piuttosto che un modo per lui di ricevere la sua eredità. Nel numero trentadue, Hush ha messo l'opinione pubblica contro la Wayne Enterprises facendo esplodere uno dei nascondigli di armi nascoste di Batman (noto per essere collegato alla Wayne Enterprises dopo gli eventi di Batman Incorporated) sotto Gotham, uccidendo un numero imprecisato di civili, poliziotti e personale militare. Fu in grado di entrare nel cache con il DNA prelevato da Alfred Pennyworth.
Dopo aver fatto esplodere un altro deposito di armi ed essere stato colpito alla spalla con un rampino da presa di Julia Pennyworth, Hush rinunciò alla sua posizione a Batman per affrontarlo in uno scontro finale. Si incontrarono e combatterono in un deposito di armi sotto l'ospedale della Martha Wayne Foundation, che Hush aveva truccato per esplodere come piano di riserva. Batman sconfisse il criminale, ma fu poi informato che il governo aveva preso il controllo della Wayne Enterprises e dei suoi possedimenti a causa del suo coinvolgimento nelle catastrofiche esplosioni intorno a Gotham. Ha anche scoperto che forse Hush non era la mente dietro gli eventi di Batman Eternal; invece sarebbe stato invitato in anticipo a sfruttare l'imminente caduta del commissario Gordon. Hush ha poi schernito Batman, affermando, "Forse hai ragione Bruce, forse non sono te stesso. Ma adesso, chi vorrebbe essere?".
Hush fu poi tenuto prigioniero nella Batcave, ma scappò con l'aiuto dell'antica mente sconosciuta dietro l'attuale minaccia. Hush ha proceduto a sabotare l'equipaggiamento di diversi membri della famiglia Batman tramite il Batcomputer mentre combattevano diversi cattivi, tra cui il Batwing con Batman ancora in agguato. Fu poi restituito in schiavitù dopo essere stato aggredito da Alfred Pennyworth, Alfred informò duramente Tommy che difficilmente sarebbe stato rinchiuso nella sua stessa casa.

## Poteri e abilità
Hush non possiede superpoteri, ma ha speso una gran parte della sua vita a prepararsi per essere pronto a uno scontro col Cavaliere Oscuro. Noto ufficialmente come uno dei più dotati chirurghi del suo tempo, Thomas Elliot è dotato di un intelletto incredibile ed è un pianificatore eccellente, con capacità tattiche paragonabili a quelle del crociato incappucciato. La pericolosità estrema di Hush è indubbia. Più volte ha generato dei piani che hanno portato l'intera Gotham City al caos totale, addirittura portando la città sotto legge marziale. Senza dubbio, l'abilità più sviluppata di Hush è la sua capacità di immedesimazione nei piani dell'avversario che gli permette di sfruttare le debolezze dei piani avversari con efficacia. Paradossalmente, lo stesso Bruce Wayne assimila le sue vaste capacità strategiche da un giovane Tommy Elliot durante le loro partite giovanili nei giochi da tavolo.
Tommy può sembrare scherzoso, simpatico, e anche un po' sbruffone, oltre che molto abile con le donne, ma poi dimostra di essere rispettoso e sempre disponibile per aiutare qualcuno, in particolare il suo amico Bruce. In realtà Thomas Elliot è un sociopatico disposto a tutto per poter uccidere Batman, e non si fa scrupoli di sfruttare o uccidere chiunque (uomini, donne e anche bambini) lo ostacoli o che gli sia di qualche utilità. Inoltre sembra essere anche misogino (probabilmente questo odio per le donne è provocato da come è stato cresciuto da sua madre).
Hush è un esperto tiratore, capace persino di lanciare due batarang per tagliare la Batfune che porta alla caduta del Cavaliere oscuro, inoltre ha dato ulteriore prova di abilità facendo detonare le cariche di C4 con le sue due pistole M1911 .45, le sue armi più usate. Nonostante non si sia specificamente addestrato ai livelli di Batman nel corpo a corpo ha dimostrato di sapersi porre quasi alla pari con lui.
Essendo un chirurgo incredibilmente capace ha dimostrato abilità di interventi chirurgici lampo impensabili per altri (ne sono esempio le cure che hanno portato Harold a non avere più un aspetto deforme e alla possibilità di parlare, il ripristino totale delle fattezze facciali di Harvey Dent, la sua capacità di creare un virus alterante il metabolismo animale di Killer Croc, la capacità di estrarre il cuore di Selina Kyle senza danni per il corpo di Catwoman e, nella serie di fumetti digitali Batman: Arkham Unhinged, aver diviso i gemelli Abramovichi).
È riuscito persino a auto-operarsi chirurgicamente senza il quasi totale utilizzo di anestetici grazie alla sua enorme forza di volontà, ampiamente dimostrata con la sua auto-rimozione di pace-maker e con le operazioni fatte alla sua faccia per assumere un aspetto identico a quello di Bruce Wayne.
Inoltre non è da sottovalutare il suo accesso agli ingenti fondi della sua famiglia che gli permettono di attuare anche i piani più costosi senza il minimo problema. È anche un ottimo manipolatore, spesso nei suoi piani si è alleato con le altre menti criminali di Gotham City, ma non permette a nessuno di uccidere il suo vecchio amico d'infanzia.

## Altri media

### Film
- Hush fa un cameo in Batman Unlimited: Mechs vs. Mutants (2016), doppiato da Dave B. Mitchell.
- Tommy Elliot appare in Batman: Hush (2019),[9] doppiato da Maury Sterling. In questa versione è il chirurgo che tenta di rimuovere il tumore al cervello di Nygma e alla fine viene ucciso da Hush per ferire emotivamente Bruce Wayne.
- Una variante di Hush appare in Batman: Death in the Family (2020), doppiato da Vincent Martella. Jason Todd assume l'identità di Hush in una delle possibili trame se lo spettatore sceglie di fargli ingannare la morte.

### Televisione
- Tommy Elliot fa il suo debutto live-action in Gotham (2014), interpretato da Cole Vallis nella prima stagione e da Gordon Winarick nella quarta stagione.[10][11] È uno studente della Anders Preparatory Academy che inizialmente fa il prepotente con Bruce Wayne. Tommy in seguito si scusa con Bruce e diventa suo amico.
- Hush appare in Batwoman (2019), interpretato da Gabriel Mann. Warren Christie interpreta il personaggio quando è travestito da Bruce Wayne.[12][13]

### Videogiochi
Hush compare nei seguenti videogiochi:
- LEGO Batman: Il videogioco, sviluppato da Traveller's Tales (2008)[14]
- DC Universe Online, sviluppato da Sony Online Austin (2011)
- Batman: Arkham City, sviluppato da Rocksteady Studios (2011): è l'antagonista della missione secondaria Furto D'identità, rapendo e uccidendo i "donatori" perfetti per replicare il volto di Bruce Wayne. Batman non potrà fare nulla per impedirgli la fuga dalla giustizia, limitandosi a creare un nuovo fascicolo su di lui.
- LEGO Batman 2: DC Super Heroes, sviluppato da Traveller's Tales (2012)
- Scribblenauts Unmasked: A DC Comics Adventure, sviluppato da 5th Cell (2013)[15]
- LEGO Batman 3: Gotham e oltre, sviluppato da Traveller's Tales e Feral Interactive (2014)[16]
- Batman: Arkham Knight, sviluppato da Rocksteady Studios (2015): Hush (con l'aspetto di Bruce Wayne) è l'antagonista principale della missione secondaria Amico in difficoltà prendendo in ostaggio Lucius Fox e minacciando di distruggere la Wayne Tower. Batman lo fermerà non portandolo però al GCPD (data la sua conoscenza della sua identità rivelatogli da Batman stesso).